# Éric Geraldes
Éric Geraldès est un footballeur puis entraîneur français né le 27 mars 1963 à Melun (Seine-et-Marne). Il évolue au poste d'attaquant dans les années 1980, principalement à l'AJ Auxerre, son club formateur. Il joue ensuite  au RC Strasbourg, puis au Gazélec Ajaccio. Il termine sa carrière en National 2 (CFA) puis National 1, à l'Olympique de Grenoble.
Il est entraîneur joueur dans ce club en 1995-1996. Il dirige depuis 2011 l'AS Ararat Issy.

## Carrière de joueur
- 1979-1980:  US Melun
- 1980-1983:  AJ Auxerre (en Division 3)
- 1983-1989:  AJ Auxerre (en Division 1)
- 1989-1991:  RC Strasbourg (en Division 2)
- 1991-1993:  Gazélec Ajaccio (en Division 2)
- 1993-1994:  Olympique Grenoble Isère (en National 2)
- 1994-1996:  Olympique Grenoble Isère (en National 1) (entraîneur joueur en 1995-1996)
- 1996-1997:  FC Villefranche (en National 2)
- 1997-1999:  FC Vaulx-en-Velin (CFA2)

## Carrière d'entraîneur
- 1995-1996 :  Olympique Grenoble Isère (National 1)
- 1996-2001 :  FC Vaulx-en-Velin (CFA2)
- octobre 2001-2003 :  AS Lyon-Duchère (CFA2)
- 2005-2006 :  Stade raphaëlois (CFA2)
- 2007-2009 :  AS Ararat Issy 365 (CFA2)
- 2009-2011 :  FC US Saint-Tropez (DH)

## Palmarès
- International junior et militaire
- Vainqueur de la Coupe Nationale des cadets avec l'US Melun
- Vainqueur de la Coupe Gambardella 1982 avec l'AJ Auxerre
- Champion de France D3 en 1986 avec la réserve de l'AJ Auxerre
- 87 matches et 7 buts marqués en Division 1 avec l'AJ Auxerre
- premier match en Division 1: 22 octobre 1983, Auxerre-Nîmes, 0-0.